# Свинцовый ибис
Свинцо́вый и́бис (лат. Theristicus caerulescens) — южноамериканская птица из семейства ибисовых.

## Описание
Свинцовый ибис достигает длины от 71 до 76 см. Оперение неоднородное, серо-чёрное, иногда с синеватым отблеском в зависимости от освещения. Клюв тёмно-серый. Характерны белая полоса на лбу и роскошные серые перья хохолка. Выраженный половой диморфизм отсутствует.

## Распространение
Свинцовый ибис распространён, но не очень часто в восточной Боливии, центральной Бразилии и в Гран-Чако северной Аргентины и Парагвая. Птица предпочитает открытые луга, пастбища и саванны, встречается также во влажных областях и на небольших водоёмах.

## Питание
Питание свинцового ибиса состоит из насекомых и их личинок, червей, улиток и их яиц, реже также из мелких амфибий.

## Размножение
Свинцовый ибис не гнездится в колониях. Отдельные гнёзда строит на высоких деревьях на высоте от 8 до 20 м, чаще вблизи воды. В качестве материала для строительства гнёзд используются ветки, для подстилки трава и листья. В кладке от 2 до 3 яиц. Высиживание продолжается примерно 28 дней.